# Dischistodus pseudochrysopoecilus
Dischistodus pseudochrysopoecilus es una especie de peces de la familia Pomacentridae en el orden de los Perciformes.

## Morfología
Los machos pueden llegar alcanzar los 18 cm de longitud total.

## Hábitat
Es un pez de mar.

## Distribución geográfica
Se encuentra desde Malasia hasta las Filipinas y Melanesia.